# San Salvador Piste Akal
San Salvador Piste Akal är en ort i Mexiko.   Den ligger i kommunen Tzucacab och delstaten Yucatán, i den östra delen av landet, 1 100 km öster om huvudstaden Mexico City. San Salvador Piste Akal ligger 70 meter över havet och antalet invånare är 116.
Terrängen runt San Salvador Piste Akal är platt. Runt San Salvador Piste Akal är det mycket glesbefolkat, med 5 invånare per kvadratkilometer. Närmaste större samhälle är Noh-Bec, 7,3 km öster om San Salvador Piste Akal. I omgivningarna runt San Salvador Piste Akal växer i huvudsak städsegrön lövskog.